# Superfish
Superfishとはビジュアル検索エンジンで使用される数種類のアドウェアを開発する広告会社である。本社はアメリカ合衆国カリフォルニア州パロアルトにあり、2006年に設立された。2015年2月にレノボ製の新製品ラップトップにWindowShopperという中間者アドウェアがインストールされていことが判明した。

## 歴史
2006年の設立以降、Superfishは「博士号を持つ多人数」のチームによって比較や画像照合のアルゴリズムを主に開発している。初の製品であるWindowShopperは2011年にリリースした。
Superfishは初めドラッパー・フィッシャー・ジャーヴェトソン(DFJ)から投資を受けていて、現在までほとんどDFJやヴィンテージ・インベストメント・パートナーズから2,000万ドルの提供を受けている。
2014年にアディ・ピンハスCEOは「ビジュアル検索はキーボードに取って代わるわけではなく、入力すべき検索ワードが思いつかない時に使用するもの。」と述べている。
2014年現在、自社製品のユーザーは8,000万人以上に上るとされる。
2015年2月、Superfishがユニバーサル自己署名認証局をレノボ・ヨガというラップトップにプリインストールされたソフトウェアにインストールしていたことが発覚、その認証局は暗号化されたページに広告を表示するために中間者攻撃を可能にするものだった。また、この認証局はそれぞれのラップトップに同じ秘密鍵を持っており、もし鍵が取り出された場合第三者による通信傍受が可能になってしまう。

## 製品
WindowShopperというレノボ製ラップトップ数機種にインストールされた中間者プロクシが主要製品である。
Xconomyによれば「衣料品の利益率を大きく転換する」ものと評していて、「Superfishのビジネスモデルは各販売ごとに製品によって異なるが、2%から20%のアフィリエイト手数料を受け取る仕組みだ。」としている。
2014年、LikeThat Petsという飼いたいペットを探せる自社の画像検索技術を活用した新製品アプリケーションを公開した。